# Nissan NV400

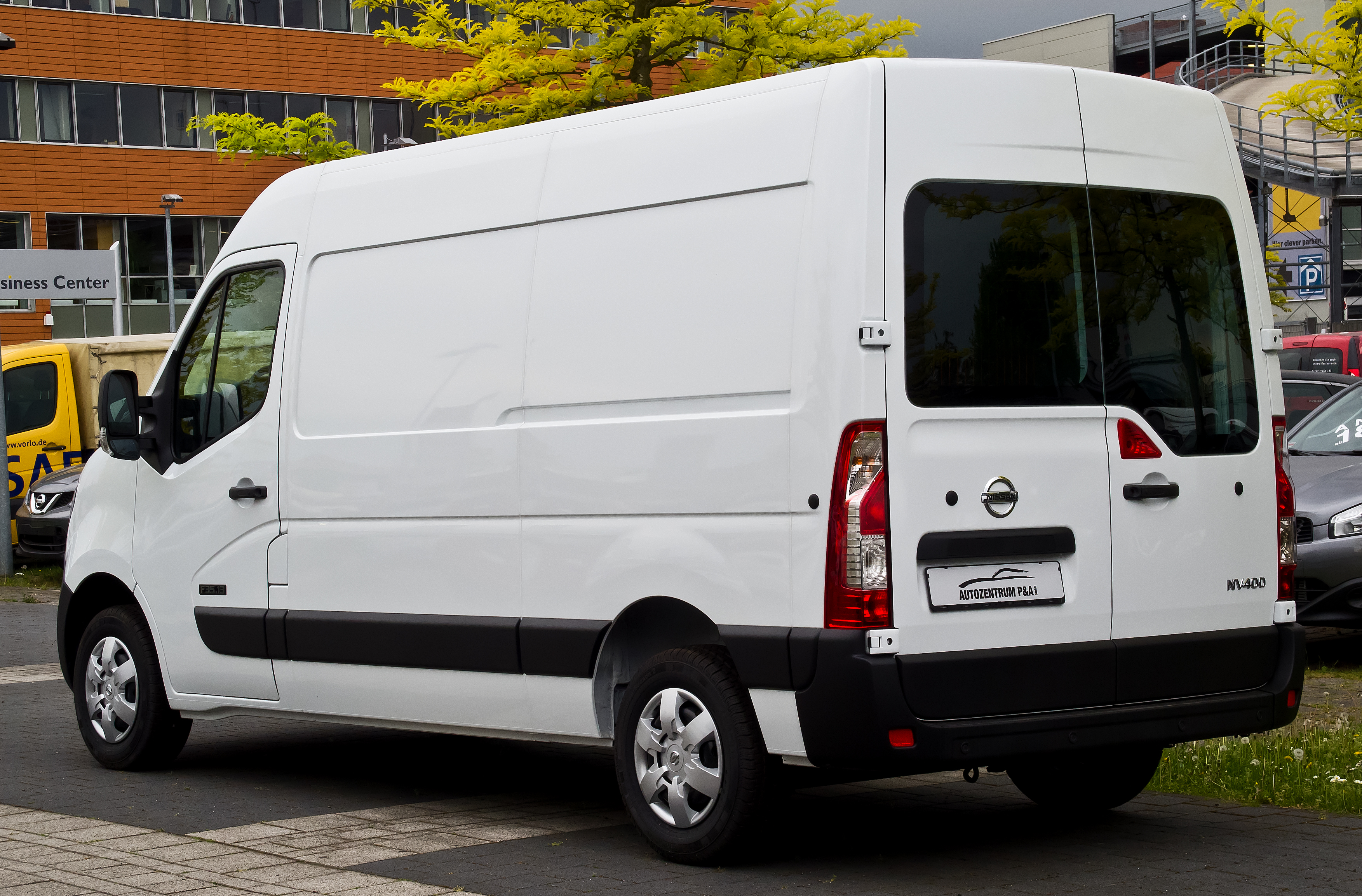
Фургон Nissan NV400

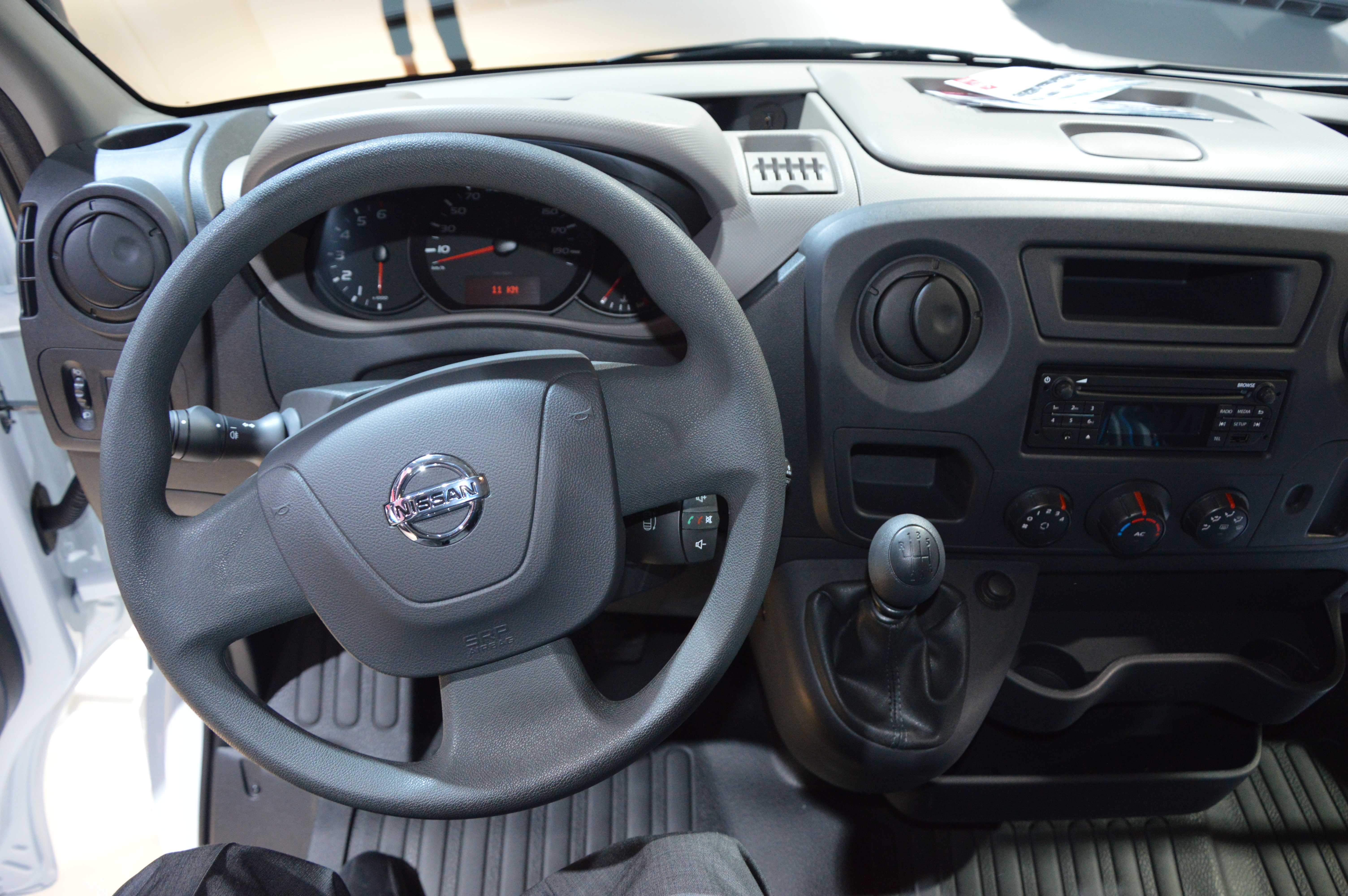

Nissan NV400 — мікроавтобуси, результат спільної діяльності Renault-Nissan і Opel. Nissan NV400 прийшов на заміну Nissan Interstar і є найважчою моделлю Nissan з нової серії комерційних автомобілів Nissan NV, який був фургоном.
Виробництво NV400 стартувало влітку 2010 року в Лутоні на заводі GM і в Барселоні на заводі Nissan Motor Iberica. 
Nissan NV400 був представлений громадськості у вересні 2010 року на автошоу в Ганновері.
З 2022 року модель Nissan NV400 повернулася до використання назви Nissan Interstar.

### Двигуни
- Дизельні[1]

| Двигун  | Виробник | Робочий об'єм см³ | Потужність к.с. (кВт) при об/хв | Крутний момент Нм при об/хв | Розміщення і кількість циліндрів | ГРМ/ кількість клапанів |
| ------- | -------- | ----------------- | ------------------------------- | --------------------------- | -------------------------------- | ----------------------- |
| 2,3 dCi | Nissan   | 2298              | 100 (74)/3500                   | 285/1250-2000               | Р4                               | DOHC/16                 |
| 2,3 dCi | Nissan   | 2298              | 125 (92)/3500                   | 310/1250-2500               | Р4                               | DOHC/16                 |
| 2,3 dCi | Nissan   | 2298              | 146 (107)/3500                  | 350/1500-2750               | Р4                               | DOHC/16                 |